# Бельграно (департамент, Санта-Фе)
Департамент Бельграно  (исп. Departamento de Belgrano) — департамент в Аргентине в составе провинции Санта-Фе.
Территория — 2386 км². Население — 44788 человек. Плотность населения — 18,8 чел./км².
Административный центр — Лас-Росас.

## География
Департамент расположен на юго-западе провинции Санта-Фе.
Департамент граничит:
- на севере — с департаментом Сан-Мартин
- на северо-востоке — с департаментом Сан-Херонимо
- на востоке — с департаментом Ириондо
- на юге — с департаментом Касерос
- на западе — с провинцией Кордова

## Экономика
Бельграно — департамент сельскохозяйственный, основу составляет земледелие — производство сои, пшеницы, кукурузы, сорго и подсолнечника, кормовых культур. В животноводстве основа — крупный рогатый скот, мясной и молочный, в последнее время получили развитие птицефабрики.
Промышленность связана с производством и обслуживанием различной сельскохозяйственной техники, развивается лёгкая индустрия.

## Административное деление[2]
| Муниципалитеты - Армстронг (исп. Armstrong) — площадь — 302 км², население — 10,4 тыс. - Лас-Парехас (исп. Las Parejas) — площадь — 295 км², население — 11,4 тыс. - Лас-Росас (исп. Las Rosas) — площадь — 697 км², население — 13 тыс. | Коммуны - Буке (исп. Bouquet) — площадь — 355 км², население — 1,5 тыс. - Монтес-де-Ока (исп. Montes de Oca) — площадь — 415 км², население — 3 тыс. - Тортугас (исп. Tortugas) — площадь — 322 км², население — 2,5 тыс. |

Назван департамент в честь генерала Мануэля Бельграно, военачальника начала XIX века, одного из руководителей освободительного движения в Южной Америке и создателя аргентинского флага.

## Важнейшие населенные пункты[3]
| № | Населённый пункт | Населённый пункт (исп.) | Категория | Население чел. (2010) | На карте                        |
| - | ---------------- | ----------------------- | --------- | --------------------- | ------------------------------- |
| 1 | Лас-Росас        | Las Rosas               | город     | 13068                 | 32°28′36″ ю. ш. 61°34′38″ з. д. |
| 2 | Лас-Парехас      | Las Parejas             | город     | 12375                 | 32°40′57″ ю. ш. 61°31′14″ з. д. |
| 3 | Армстронг        | Armstrong               | город     | 11181                 | 32°46′57″ ю. ш. 61°36′11″ з. д. |
| 4 | Монтес-де-Ока    | Montes de Oca           | город     | 2655                  | 32°34′02″ ю. ш. 61°46′07″ з. д. |
| 5 | Тортугас         | Tortugas                | город     | 2234                  | 32°44′43″ ю. ш. 61°49′08″ з. д. |
| 6 | Буке             | Bouquet                 | поселок   | 1230                  | 32°25′26″ ю. ш. 61°53′24″ з. д. |